# Тополиное (Запорожская область)
Тополиное (укр. Тополине) — село,
Орлянский сельский совет,
Васильевский район,
Запорожская область,
Украина.
Население по переписи 2001 года составляло 661 человек.

## Географическое положение
Село Тополиное находится в 1,5 км от села Ульяновка и в 4-х км от села Малая Белозёрка.
По селу протекает пересыхающий ручей с запрудой.
Рядом проходят автомобильная дорога Т-0817 и
железная дорога, станция Малая Белозёрка в 3-х км.

## История
- 1798 год — дата основания как село Шмальки.
- 9 февраля 1978 года — постановлением Верховного Совета УССР переименовано в село Тополиное.

### Российское вторжение в Украину (с 2022)
С 27 февраля 2022 года село находится под временной оккупацией российских войск.

## Объекты социальной сферы

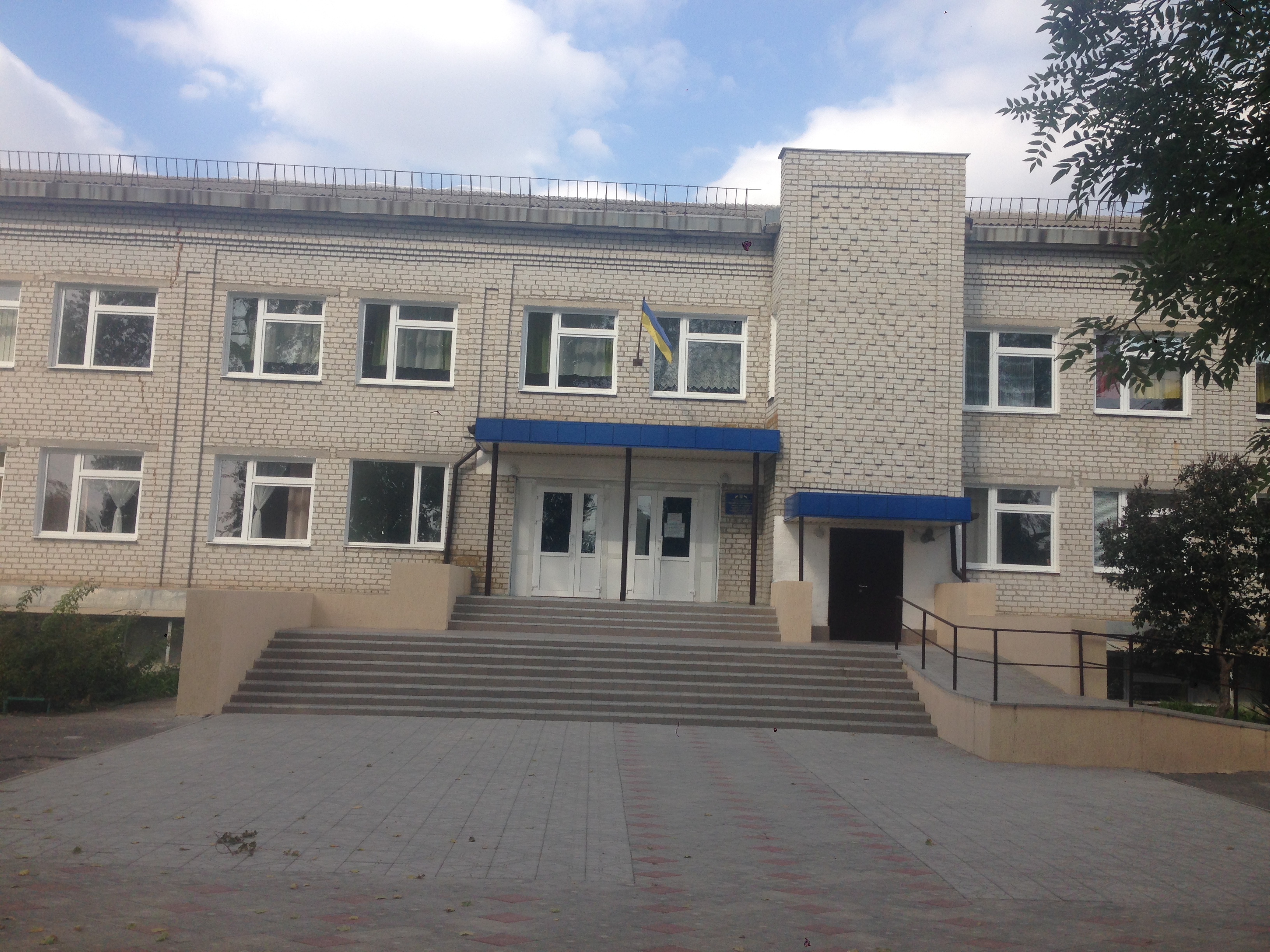
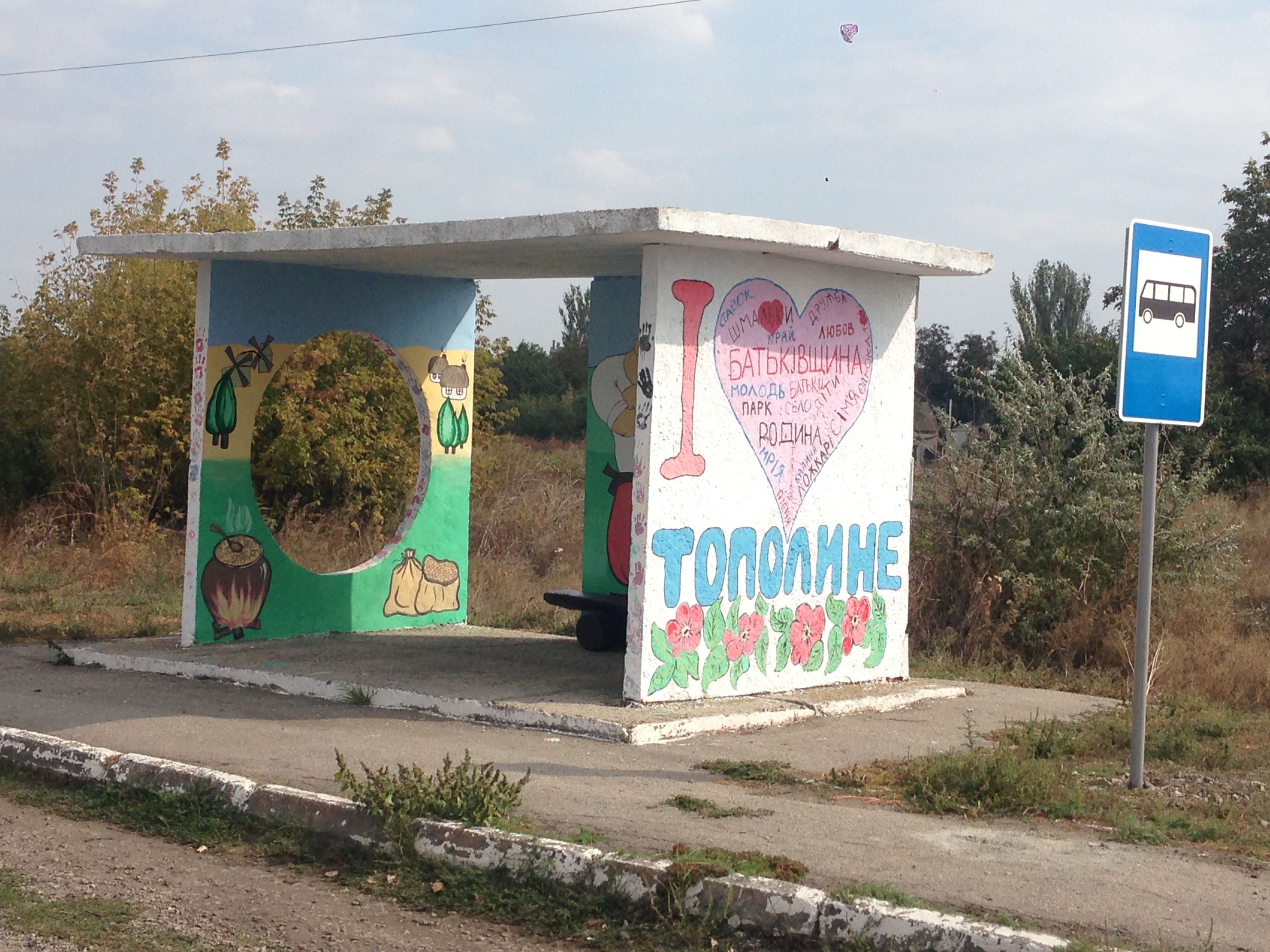
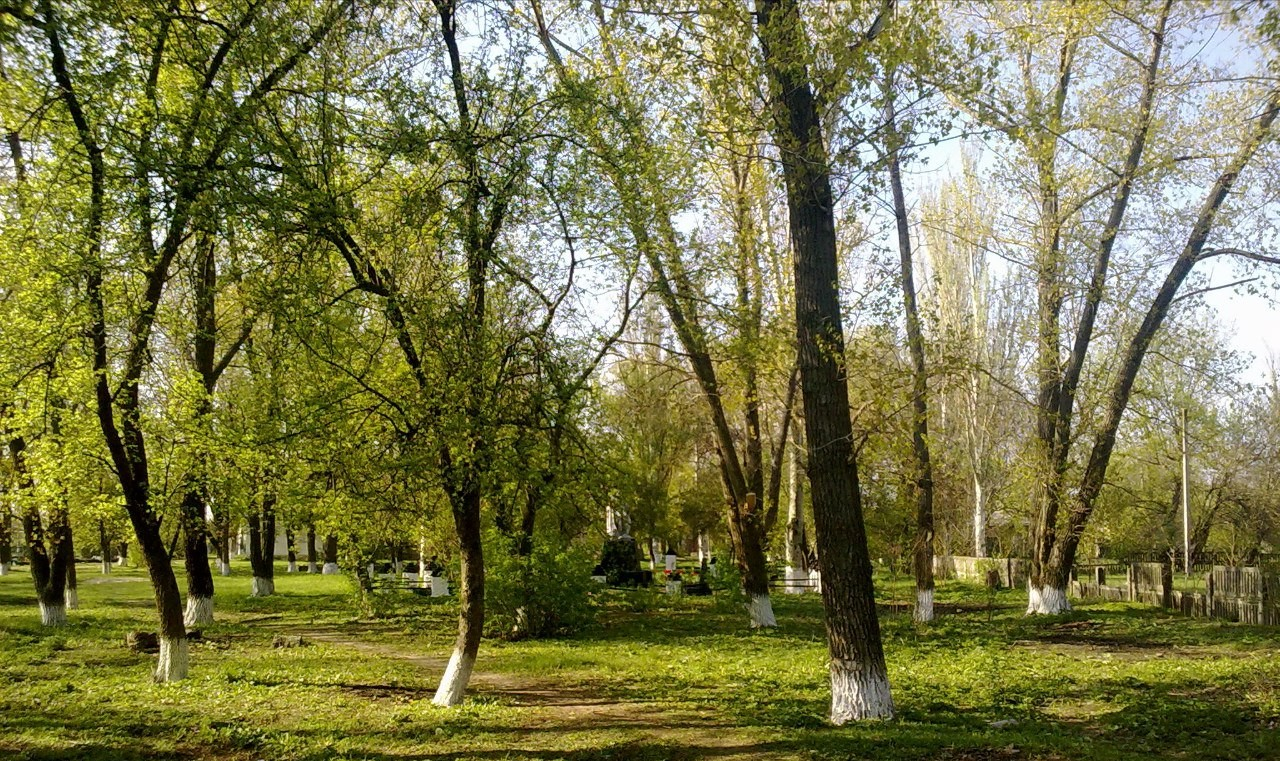
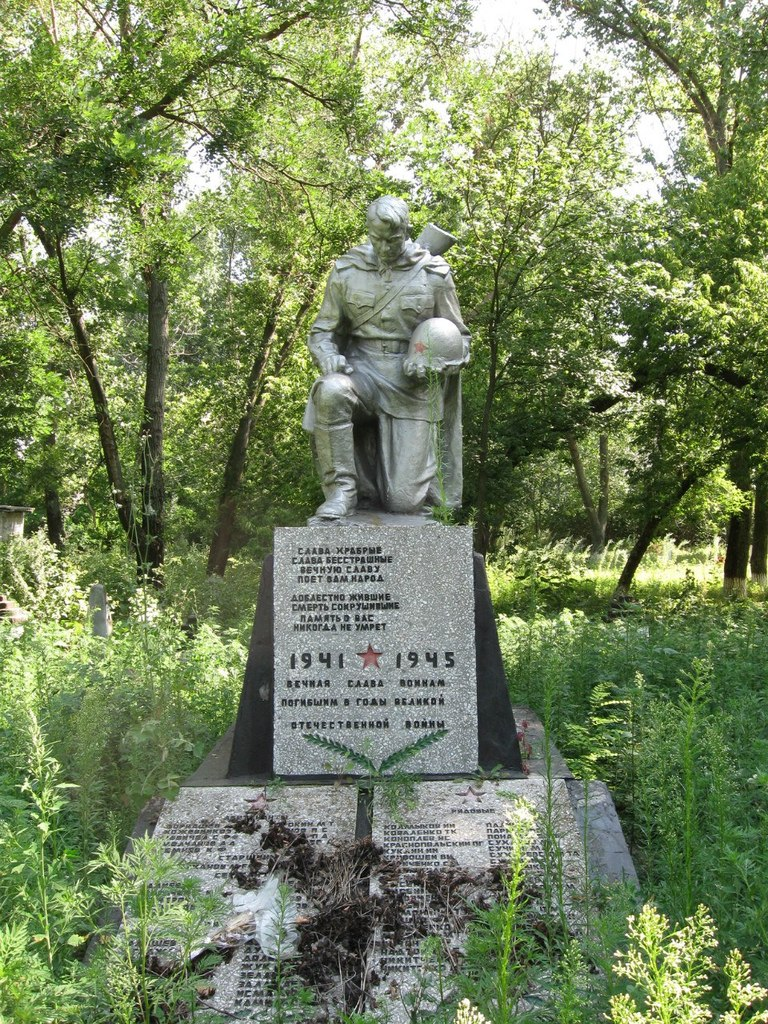
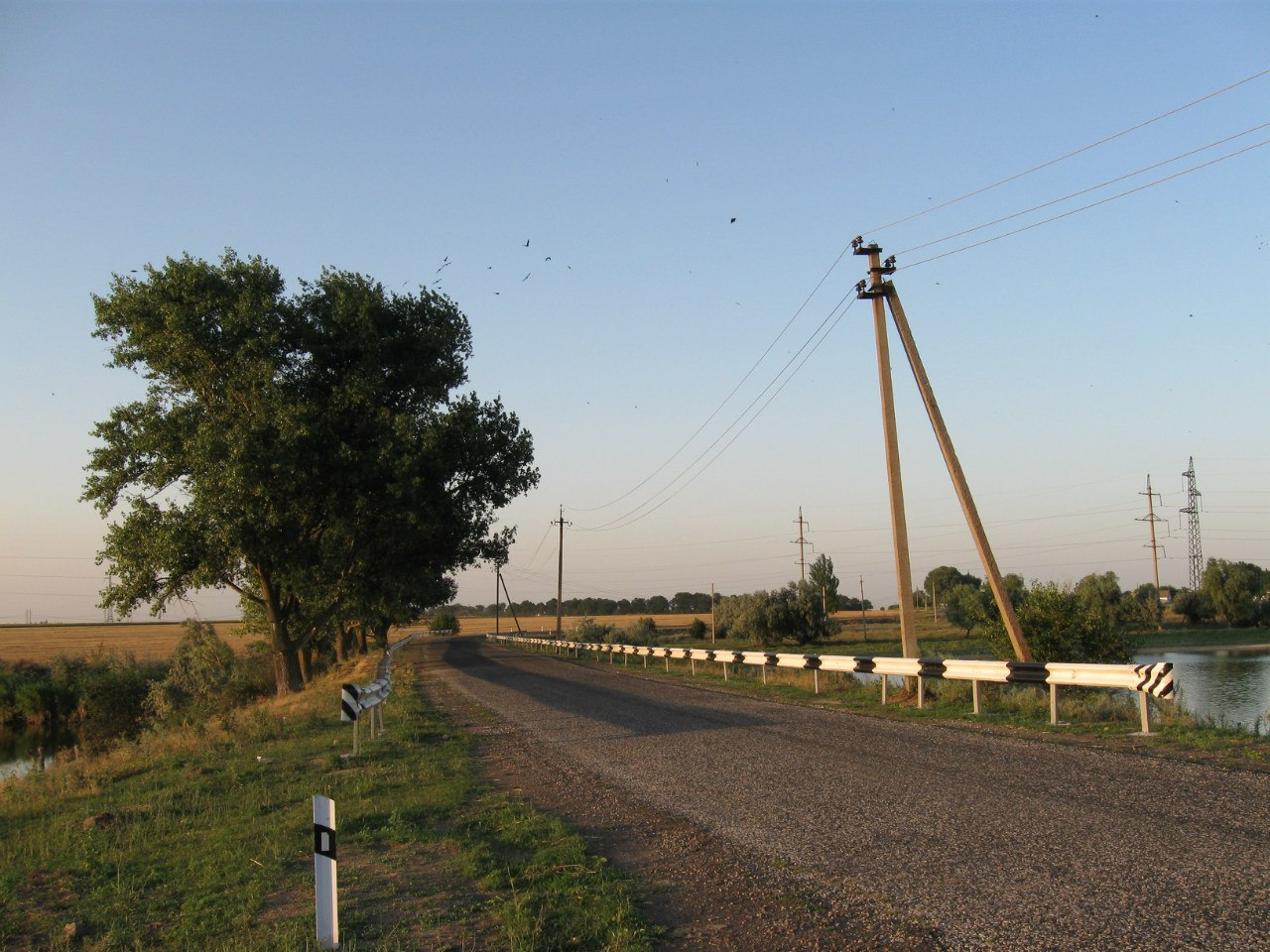
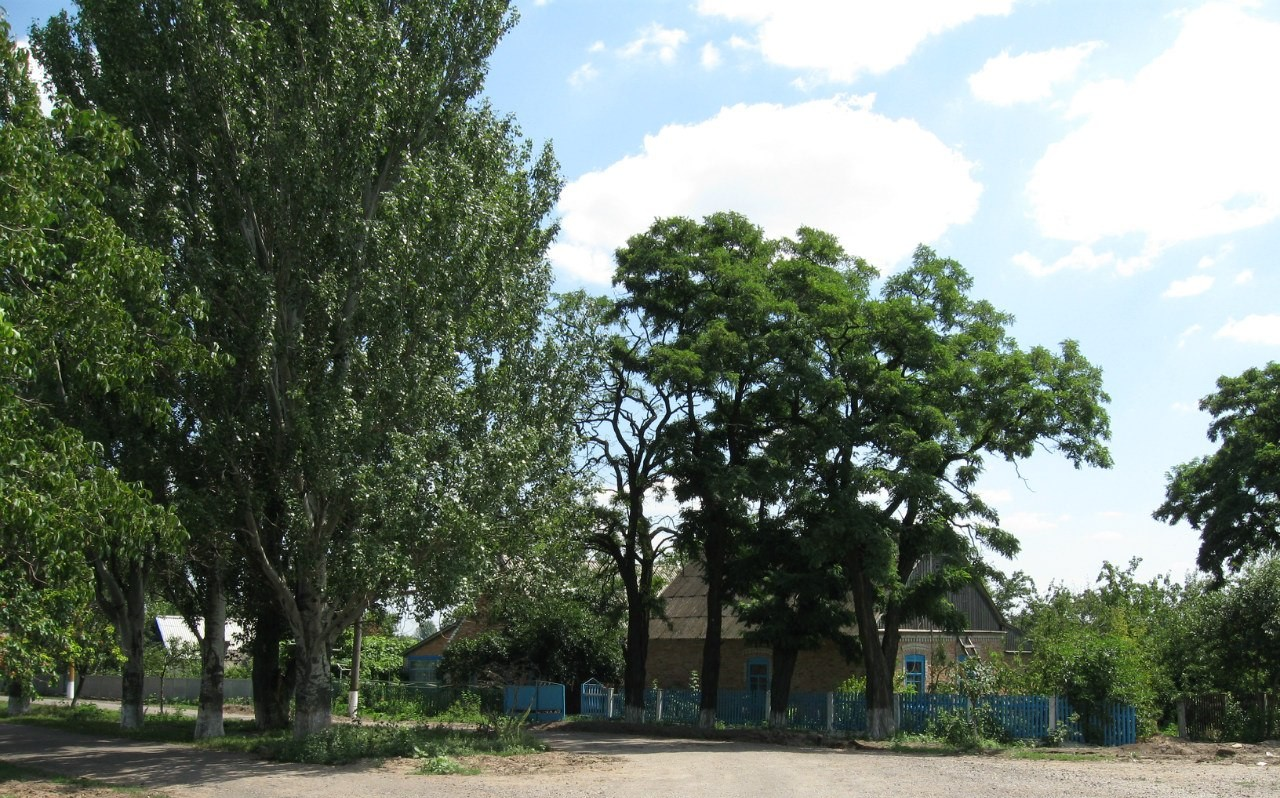

- Детский сад
- Медпункт
- Магазин
- Бар
- Почта
- Церковь
- Школа